# (466687) 2014 WR294
(466687) 2014 WR294 es un asteroide perteneciente al cinturón de asteroides, descubierto el 14 de junio de 2007 por el equipo Spacewatch desde el Observatorio Nacional de Kitt Peak (Arizona, Estados Unidos).